# Fudbalski klub Partizan 2020-2021
Questa voce raccoglie le informazioni riguardanti il Fudbalski Klub Partizan nelle competizioni ufficiali della stagione 2020-2021.

## Stagione
La stagione 2020-21 è stata la 74ª stagione del Fudbalski Klub Partizan Belgrado e la 15ª in Superliga, il massimo livello serbo.
Sulla panchina della squadra, per la seconda stagione consecutiva, c'è l'allenatore serbo Savo Milošević.
Durante le prime cinque partite di campionato la squadra belgradese ottiene quattro vittorie e una sola partita persa. In seguito alla sconfitta contro il Vojvodina avvenuta durante la sesta giornata di campionato, il rapporto tra Milošević e la squadra entra in grave difficoltà a causa del comportamento dell'allenatore durante la partita. Due giorni dopo, il 1º settembre 2020, la società annuncia ufficialmente la conclusione dell'operato di Milošević con la squadra. Il posto di capo allenatore dei Crno-beli (Nero-bianchi) viene affidato all'ex allenatore dei Beijing Renhe, il serbo Aleksandar Stanojević. L'avventura di Stanojević inizia abbastanza bene, nelle prime sei partite colleziona tre vittorie di fila, due pareggi (con Metalac e con i rivali dello Stella Rossa) e una sola sconfitta in trasferta contro il Radnički Niš. Le ultime sette partite del girone d'andata vengono vinte tutte, portando la squadra belgradese al secondo posto. Durante le diciannove partite valide per il girone di ritorno del campionato, il Partizan ottiene solo due sconfitte: la prima avvenuta durante la trentesima giornata, durante il Derby eterno, contro i rivali dello Stella Rossa, mentre la seconda avvenuta durante l'ultima giornata di campionato contro il Mladost Lučani. Pur avendo vinto diciassette delle diciannove partite rimanenti, il Partizan non riesce ad aggiudicarsi il titolo, concludendo il campionato al secondo posto con 95 punti. Con 108 punti e senza aver perso una partita, lo Stella Rossa si è aggiudicato il suo sesto titolo nazionale.
L'avventura il Coppa di Serbia inizia molto bene. Durante le prime tre partite (Sedicesimi, Ottavi e Quarti) i Crno-beli realizzano sette reti senza subirne alcuna. Il 21 aprile 2021 grazie ad una rete di Svetozar Marković all'undicesimo minuto la formazione del Partizan batte 1-0 il Vojvodina, ottenendo l'accesso alla finale. Il 25 maggio 2021 dopo un iniziale pareggio (0-0) il Partizan viene battuto ai rigori 4-3 (sbagliano sul dischetto Jojić e Štulić) dai rivali dello Stella Rossa che conquista per la quarta volta la Kup Srbije.
In Europa League il Partizan, dopo aver vinto 1-0 contro il RFS Riga e 1-0 contro il Sfîntul Gheorghe, viene sconfitto dopo i tempi supplementari contro i belgi del Charleroi, fermandosi così al terzo turno di qualificazioni.

## Divise
| Casa | Trasferta | Terza maglia |

## Rosa
| N. |                                 | Ruolo | Calciatore           |
| -- | ------------------------------- | ----- | -------------------- |
| 1  | Serbia (bandiera)               | P     | Matija Gočmanac      |
| 41 | Serbia (bandiera)               | P     | Aleksandar Popović   |
| 85 | Serbia (bandiera)               | P     | Nemanja Stevanović   |
| 88 | Serbia (bandiera)               | P     | Vladimir Stojković   |
| 2  | Montenegro (bandiera)           | D     | Periša Pešukić       |
| 3  | Camerun (bandiera)              | D     | Frank Bagnack        |
| 4  | Serbia (bandiera)               | D     | Dušan Lalatović      |
| 4  | Bosnia ed Erzegovina (bandiera) | D     | Svetozar Marković    |
| 5  | Montenegro (bandiera)           | D     | Igor Vujačić         |
| 15 | Serbia (bandiera)               | D     | Uroš Vitas           |
| 17 | Serbia (bandiera)               | D     | Marko Živković       |
| 23 | Serbia (bandiera)               | D     | Bojan Ostojić        |
| 26 | Serbia (bandiera)               | D     | Aleksandar Miljković |
| 30 | Serbia (bandiera)               | D     | Aleksa Purić         |
| 31 | Serbia (bandiera)               | D     | Rajko Brežančić      |
| 37 | Serbia (bandiera)               | D     | Ivan Obradović       |
| 72 | Serbia (bandiera)               | D     | Slobodan Urošević    |
| 73 | Serbia (bandiera)               | D     | Nemanja Miletić      |
| 6  | Israele (bandiera)              | C     | Bibras Natkho        |
| 7  | Serbia (bandiera)               | C     | Dennis Stojković     |
| 10 | Serbia (bandiera)               | C     | Lazar Pavlović       |
| 16 | Serbia (bandiera)               | C     | Saša Zdjelar         |
| 17 | Serbia (bandiera)               | C     | Miljan Momčilović    |

| N. |                                 | Ruolo | Calciatore               |
| -- | ------------------------------- | ----- | ------------------------ |
| 19 | Montenegro (bandiera)           | C     | Aleksandar Šćekić        |
| 20 | Guinea (bandiera)               | C     | Seydouba Soumah          |
| 39 | Serbia (bandiera)               | C     | Miloš Jojić              |
| 51 | Serbia (bandiera)               | C     | Vanja Vlahović           |
| 99 | Serbia (bandiera)               | C     | Milan Smiljanić          |
| 8  | Ungheria (bandiera)             | A     | Filip Holender           |
| 9  | Francia (bandiera)              | A     | Jean-Christophe Bahebeck |
| 9  | Nigeria (bandiera)              | A     | Umar Sadiq               |
| 11 | Giappone (bandiera)             | A     | Takuma Asano             |
| 14 | Serbia (bandiera)               | A     | Samed Baždar             |
| 18 | Serbia (bandiera)               | A     | Đorđe Ivanović           |
| 32 | Capo Verde (bandiera)           | A     | Nikola Štulić            |
| 33 | Serbia (bandiera)               | A     | Marko Milovanović        |
| 33 | Serbia (bandiera)               | A     | Slobodan Stanojlović     |
| 36 | Serbia (bandiera)               | A     | Nikola Terzić            |
| 50 | Serbia (bandiera)               | A     | Lazar Marković           |
| 70 | Serbia (bandiera)               | A     | Nikola Čolić             |
| 77 | Bosnia ed Erzegovina (bandiera) | A     | Nemanja Jović            |
| 80 | Serbia (bandiera)               | A     | Filip Stevanović         |
| 87 | Serbia (bandiera)               | A     | Nikola Lakčević          |
| 90 | Serbia (bandiera)               | A     | Mihajlo Petković         |
| 91 | Serbia (bandiera)               | A     | Bojan Matić              |
| 97 | Serbia (bandiera)               | A     | Aleksandar Lutovac       |

## Mercato

### Sessione estiva
| Acquisti | Acquisti                 | Acquisti            | Acquisti   |
| R.       | Nome                     | da                  | Modalità   |
| -------- | ------------------------ | ------------------- | ---------- |
| D        | Frank Bagnack            | Olimpia Lubiana     | definitivo |
| D        | Dušan Lalatović          | DAC Dunajská Streda | definitivo |
| C        | Dennis Stojković         | svincolato          | definitivo |
| D        | Aleksandar Miljković     | Alaškert            | definitivo |
| A        | Filip Holender           | Lugano              | prestito   |
| D        | Ivan Obradović           | Legia Varsavia      | definitivo |
| C        | Miloš Jojić              | İstanbul Başakşehir | definitivo |
| D        | Svetozar Marković        | Olympiacos          | prestito   |
| A        | Jean-Christophe Bahebeck | Utrecht             | definitivo |

| Cessioni | Cessioni             | Cessioni         | Cessioni             |
| R.       | Nome                 | a                | Modalità             |
| -------- | -------------------- | ---------------- | -------------------- |
| D        | Strahinja Pavlović   | Monaco           | fine prestito        |
| A        | Petar Gigić          | Újpest           | prestito             |
| P        | Marko Jovičić        | Inđija           | trasferimento libero |
| A        | Savo Arambašić       | Metalac          | prestito             |
| A        | Nemanja Nikolić      | Spartak Subotica | prestito             |
| C        | Ivan Milosavljević   | Voždovac         | trasferimento libero |
| A        | Slobodan Stanojlović | Teleoptik        | prestito             |
| A        | Đorđe Ivanović       | Olimpia Lubiana  | fine contratto       |
| D        | Nemanja Miletić      | Al-Ra'ed         | fine contratto       |
| D        | Dušan Lalatović      | Teleoptik        | prestito             |
| A        | Umar Sadiq           | Almería          | fine contratto       |
| D        | Dragan Čubra         | TSC Bačka Topola | trasferimento libero |
| A        | Bojan Matić          | Atromītos        | prestito             |
| C        | Miljan Momčilović    | Teleoptik        | prestito             |
| A        | Nemanja Nikolić      | Al-Ra'ed         | fine contratto       |
| D        | Uroš Vitas           | Al-Qadisiya      | fine contratto       |

### Sessione invernale
| Acquisti | Acquisti         | Acquisti        | Acquisti        | Acquisti   |
| R.       | Nome             | da              | Data            | Modalità   |
| -------- | ---------------- | --------------- | --------------- | ---------- |
| A        | Filip Stevanović | Manchester City | 1 gennaio 2021  | prestito   |
| D        | Marko Živković   | Voždovac        | 8 gennaio 2021  | definitivo |
| A        | Nikola Terzić    | Čukarički       | 3 febbraio 2021 | definitivo |

| Cessioni | Cessioni             | Cessioni         | Cessioni        | Cessioni             |
| R.       | Nome                 | a                | Data            | Modalità             |
| -------- | -------------------- | ---------------- | --------------- | -------------------- |
| A        | Filip Stevanović     | Manchester City  | 1 gennaio 2021  | rescissione          |
| P        | Đorđe Vukanić        | Spartak Subotica | 11 gennaio 2021 | trasferimento libero |
| A        | Slobodan Stanojlović | Loznica          | 13 gennaio 2021 | prestito             |
| D        | Periša Pešukić       | Novi Pazar       | 20 gennaio 2021 | prestito             |
| A        | Petar Gigić          | Novi Pazar       | 29 gennaio 2021 | prestito             |
| A        | Takuma Asano         |                  | 29 maggio 2021  | rescissione          |

## Risultati

### Superliga

#### Girone di andata
| Arbitro: | Danilo Grujić |

|             |           |                                               |
| Kočić 45+3’ | Marcatori | 47’ L. Marković 86’ (rig.) Natkho 90+5’ Čolić |

| Arbitro: | Novak Simović |

|                                                     |           |                      |
| Nedeljković 22’ (rig.) Perić 73’ Miletić 78’ (aut.) | Marcatori | 59’ Soumah 70’ Asano |

| Arbitro: | Zoran Široki |

|                                    |           |  |
| Umar 13’, 18’ Soumah 25’ Asano 76’ | Marcatori |  |

| Arbitro: | Lazar Lukić |

|  |           |                     |
|  | Marcatori | 62’ Asano 90’ Sadiq |

| Arbitro: | Novica Anđelovski |

|                                                   |           |  |
| Natkho 20’ (rig.) Asano 48’, 65’, 76’ Zdjelar 60’ | Marcatori |  |

| Arbitro: | Srđan Jovanović |

|                                                |           |                      |
| Vukadinović 51’ Mladenović 89’ Stojković 90+3’ | Marcatori | 40’ Sadiq 69’ Šćekić |

| Arbitro: | Petar Piper |

|                                                         |           |  |
| Stojsavljević 31’ (aut.) Stevanović 50’ Umar 80’ (rig.) | Marcatori |  |

| Arbitro: | Zoran Široki |

|  |           |                   |
|  | Marcatori | 80’ (rig.) Natkho |

| Arbitro: | Nenad Minaković |

|                              |           |              |
| Sadiq 50’ Tomović 61’ (aut.) | Marcatori | 77’ Đorđević |

| Arbitro: | Milan Ilić |

|                 |           |                |
| Antonijević 81’ | Marcatori | 46’ Stevanović |

| Arbitro: | Novak Simović |

|               |           |                  |
| Stevanović 6’ | Marcatori | 75’ (rig.) Katai |

| Arbitro: | Miloš Milanović |

|              |           |  |
| Pantelić 81’ | Marcatori |  |

| Arbitro: | Milan Mitić |

|                                   |           |  |
| Natkho 46’ (rig.) L. Marković 71’ | Marcatori |  |

| Arbitro: | Nenad Minaković |

|               |           |                      |
| Tufegdžić 81’ | Marcatori | 34’ Asano 71’ Šćekić |

| Arbitro: | Aleksandar Živković |

|                       |           |  |
| Holender 90+1’ (rig.) | Marcatori |  |

| Arbitro: | Nenad Minaković |

|  |           |                                        |
|  | Marcatori | 24’, 62’ Holender 61’ Soumah 71’ Asano |

| Arbitro: | Lazar Lukić |

|            |           |  |
| Štulić 86’ | Marcatori |  |

| Arbitro: | Zoran Široki |

|  |           |                           |
|  | Marcatori | 50’ Asano 78’ L. Marković |

| Arbitro: | Milan Minić |

|                                                           |           |  |
| Asano 25’ Natkho 42’ (rig.) Obradović 59’ L. Marković 84’ | Marcatori |  |

#### Girone di ritorno
| Arbitro: | Miloš Milanović |

|                                        |           |  |
| Jović 14’ Holender 40’ L. Marković 71’ | Marcatori |  |

| Arbitro: | Milan Mitić |

|                                                                     |           |                |
| L. Marković 54’ Natkho 61’ (rig.) Holender 64’ Vlajković 88’ (aut.) | Marcatori | 76’ Aganspahić |

| Arbitro: | Nenad Minaković |

|  |           |              |
|  | Marcatori | 14’ Urošević |

| Arbitro: | Dragan Čolović |

|                                  |           |  |
| Vujačić 44’ Šćekić 54’ Asano 63’ | Marcatori |  |

| Arbitro: | Novak Simović |

|  |           |                                                                              |
|  | Marcatori | 7’ (rig.) Natkho 41’ L. Marković 45+2’ Jojić 51’ Asano 79’ Jović 90’ Vujačić |

| Arbitro: | Miloš Milanović |

|                |           |  |
| Asano 25’, 64’ | Marcatori |  |

| Arbitro: | Lazar Lukić |

|  |           |                                                        |
|  | Marcatori | 24’, 48’ Holender 35’ Natkho 66’ Soumah 72’ Stevanović |

| Arbitro: | Milan Mitić |

|                                                                 |           |           |
| Jović 21’ Asano 34’ Natkho 44’ (rig.) Bahebeck 74’ Urošević 83’ | Marcatori | 52’ Sević |

| Arbitro: | Miloš Đorđić |

|  |           |                                                 |
|  | Marcatori | 44’ Vujačić 58’ Asano 62’ L. Marković 87’ Jović |

| Arbitro: | Danilo Grujić |

|                                             |           |  |
| Soumah 45’ (rig.) Jojić 53’ L. Marković 58’ | Marcatori |  |

| Arbitro: | Novak Simović |

|            |           |  |
| Ivanić 58’ | Marcatori |  |

| Arbitro: | Miloš Đorđić |

|                        |           |  |
| Asano 44’ Holender 57’ | Marcatori |  |

| Arbitro: | Pavle Tomić |

|             |           |                           |
| Knežević 3’ | Marcatori | 43’ Asano 56’ L. Marković |

| Arbitro: | Nenad Minaković |

|                                |           |            |
| Pavlović 38’ Natkho 88’ (rig.) | Marcatori | 80’ Marčić |

| Arbitro: | Milan Mitić |

|                 |           |                                             |
| Mirosavljev 78’ | Marcatori | 38’ S. Marković 76’ L. Marković 90+1’ Jojić |

| Arbitro: | Srđan Jovanović |

|                                          |           |              |
| Natkho 54’ (rig.) Holender 64’ Jojić 67’ | Marcatori | 83’ Duronjić |

| Arbitro: | Lazar Lukić |

|  |           |                       |
|  | Marcatori | 1’ Šćekić 80’ Vujačić |

| Arbitro: | Miloš Đorđić |

|                                            |           |  |
| Bogdanović 21’ (aut.) Jojić 73’ Natkho 79’ | Marcatori |  |

| Arbitro: | Stanko Ostraćanin |

|             |           |  |
| Bojović 24’ | Marcatori |  |

### Kup Srbije
| Arbitro: | Nenad Minaković |

|                       |           |  |
| Pavlović 5’ Asano 75’ | Marcatori |  |

| Arbitro: | Milan Mitić |

|  |           |           |
|  | Marcatori | 44’ Asano |

| Arbitro: | Novica Anđelovski |

|                                             |           |  |
| Šćekić 24’ Vujačić 32’ Asano 52’ Natkho 58’ | Marcatori |  |

| Arbitro: | Srđan Jovanović |

|  |           |                 |
|  | Marcatori | 11’ S. Marković |

| Arbitro: | Srđan Jovanović |

|                               |                      |                                         |
| Rodić Pankov Krstović Nikolić | Tiri di rigore 4 – 3 | Natkho Živković Stevanović Jojić Štulić |

### UEFA Europa League

#### Qualificazione
| Arbitro: | Zaven Hovhannisyan |

|                   |           |  |
| Natkho 52’ (rig.) | Marcatori |  |

| Arbitro: | Juri Fischer |

|  |           |                    |
|  | Marcatori | 104’ (rig.) Natkho |

| Arbitro: | Bobby Madden |

|                           |           |            |
| Dessoleil 10’ Rezaei 108’ | Marcatori | 53’ Soumah |

## Statistiche

### Statistiche di squadra
Dati aggiornati al 25 maggio 2021.
| Competizione  | Punti | In casa | In casa | In casa | In casa | In casa | In casa | In trasferta | In trasferta | In trasferta | In trasferta | In trasferta | In trasferta | Totale | Totale | Totale | Totale | Totale | Totale | DR  |
| Competizione  | Punti | G       | V       | N       | P       | Gf      | Gs      | G            | V            | N            | P            | Gf           | Gs           | G      | V      | N      | P      | Gf     | Gs     | DR  |
| ------------- | ----- | ------- | ------- | ------- | ------- | ------- | ------- | ------------ | ------------ | ------------ | ------------ | ------------ | ------------ | ------ | ------ | ------ | ------ | ------ | ------ | --- |
| Superliga     | 95    | 19      | 18      | 1       | 0       | 53      | 6       | 19           | 13           | 1            | 5            | 42           | 14           | 38     | 31     | 2      | 5      | 95     | 20     | +75 |
| Kup Srbije    | -     | 2       | 2       | 0       | 0       | 6       | 0       | 3            | 2            | 0            | 1            | 2            | 0            | 5      | 4      | 0      | 1      | 8      | 0      | +8  |
| Europa League | -     | 1       | 1       | 0       | 0       | 1       | 0       | 2            | 1            | 0            | 1            | 2            | 2            | 3      | 2      | 0      | 1      | 3      | 2      | +1  |
| Totale        | 95    | 22      | 21      | 1       | 0       | 60      | 6       | 24           | 16           | 1            | 7            | 46           | 16           | 46     | 37     | 2      | 7      | 106    | 22     | +84 |

### Andamento in campionato
Dati aggiornati al 18 maggio 2021.
| Giornata  | 1 | 2 | 3 | 4 | 5 | 6 | 7 | 8 | 9 | 10 | 11 | 12 | 13 | 14 | 15 | 16 | 17 | 18 | 19 | 20 | 21 | 22 | 23 | 24 | 25 | 26 | 27 | 28 | 29 | 30 | 31 | 32 | 33 | 34 | 35 | 36 | 37 | 38 |
| --------- | - | - | - | - | - | - | - | - | - | -- | -- | -- | -- | -- | -- | -- | -- | -- | -- | -- | -- | -- | -- | -- | -- | -- | -- | -- | -- | -- | -- | -- | -- | -- | -- | -- | -- | -- |
| Luogo     | T | T | C | T | C | T | C | T | C | T  | C  | T  | C  | T  | C  | T  | C  | T  | C  | C  | C  | T  | C  | T  | C  | T  | C  | T  | C  | T  | C  | T  | C  | T  | C  | T  | C  | T  |
| Risultato | V | P | V | V | V | P | V | V | V | N  | N  | P  | V  | V  | V  | V  | V  | V  | V  | V  | V  | V  | V  | V  | V  | V  | V  | V  | V  | P  | V  | V  | V  | V  | V  | V  | V  | P  |
| Posizione | 5 | 8 | 7 | 4 | 3 | 5 | 3 | 2 | 2 | 2  | 2  | 3  | 3  | 3  | 2  | 2  | 2  | 2  | 2  | 2  | 2  | 2  | 2  | 2  | 2  | 2  | 2  | 2  | 2  | 2  | 2  | 2  | 2  | 2  | 2  | 2  | 2  | 2  |

Legenda:

Luogo: C = Casa; T = Trasferta. Risultato: V = Vittoria; N = Pareggio; P = Sconfitta.

### Statistiche giocatori
Dati aggiornati al 25 maggio 2021.
| Giocatore      | Superliga | Superliga | Superliga   | Superliga  | Kup Srbije | Kup Srbije | Kup Srbije  | Kup Srbije | Europa League | Europa League | Europa League | Europa League | Totale   | Totale | Totale      | Totale     |
| Giocatore      | Presenze  | Reti      | Ammonizioni | Espulsioni | Presenze   | Reti       | Ammonizioni | Espulsioni | Presenze      | Reti          | Ammonizioni   | Espulsioni    | Presenze | Reti   | Ammonizioni | Espulsioni |
| -------------- | --------- | --------- | ----------- | ---------- | ---------- | ---------- | ----------- | ---------- | ------------- | ------------- | ------------- | ------------- | -------- | ------ | ----------- | ---------- |
| M. Gočmanac    | 0         | 0         | 0           | 0          | 0          | 0          | 0           | 0          | 0             | 0             | 0             | 0             | 0        | 0      | 0           | 0          |
| A. Popović     | 21        | 0         | 1           | 0          | 0          | 0          | 0           | 0          | 0             | 0             | 0             | 0             | 21       | 0      | 1           | 0          |
| N. Stevanović  | 2         | 0         | 0           | 0          | 2          | 0          | 0           | 0          | 0             | 0             | 0             | 0             | 4        | 0      | 0           | 0          |
| V. Stojković   | 15        | 0         | 2           | 0          | 3          | 0          | 1           | 0          | 3             | 0             | 1             | 0             | 21       | 0      | 4           | 0          |
| F. Bagnack     | 16        | 0         | 2           | 0          | 0          | 0          | 0           | 0          | 2             | 0             | 0             | 0             | 18       | 0      | 2           | 0          |
| S. Marković    | 24        | 1         | 2           | 0          | 5          | 1          | 0           | 0          | 0             | 0             | 0             | 0             | 29       | 2      | 2           | 0          |
| I. Vujačić     | 22        | 4         | 7           | 0          | 4          | 1          | 1           | 0          | 0             | 0             | 0             | 0             | 26       | 5      | 8           | 0          |
| M. Živković    | 5         | 0         | 0           | 0          | 2          | 0          | 0           | 0          | 0             | 0             | 0             | 0             | 7        | 0      | 0           | 0          |
| B. Ostojić     | 9         | 0         | 2           | 0          | 2          | 0          | 0           | 0          | 2             | 0             | 1             | 0             | 13       | 0      | 3           | 0          |
| A. Miljković   | 25        | 0         | 4           | 0          | 5          | 0          | 2           | 0          | 2             | 0             | 0             | 0             | 32       | 0      | 6           | 0          |
| A. Purić       | 0         | 0         | 0           | 0          | 0          | 0          | 0           | 0          | 0             | 0             | 0             | 0             | 0        | 0      | 0           | 0          |
| R. Brežančić   | 4         | 0         | 0           | 0          | 0          | 0          | 0           | 0          | 0             | 0             | 0             | 0             | 4        | 0      | 0           | 0          |
| I. Obradović   | 17        | 1         | 0           | 0          | 3          | 0          | 1           | 0          | 0             | 0             | 0             | 0             | 20       | 1      | 1           | 0          |
| S. Urošević    | 25        | 2         | 3           | 0          | 4          | 0          | 0           | 0          | 3             | 0             | 1             | 0             | 32       | 2      | 4           | 0          |
| B. Natkho      | 33        | 12        | 1           | 0          | 5          | 1          | 0           | 0          | 3             | 2             | 1             | 0             | 41       | 15     | 2           | 0          |
| D. Stojković   | 7         | 0         | 0           | 0          | 1          | 0          | 1           | 0          | 2             | 0             | 0             | 0             | 10       | 0      | 1           | 0          |
| L. Pavlović    | 18        | 1         | 1           | 0          | 2          | 1          | 1           | 0          | 0             | 0             | 0             | 0             | 20       | 2      | 2           | 0          |
| S. Zdjelar     | 31        | 1         | 4           | 0          | 4          | 0          | 1           | 0          | 3             | 0             | 0             | 0             | 38       | 1      | 5           | 0          |
| A. Šćekić      | 33        | 4         | 2           | 0          | 4          | 1          | 1           | 0          | 3             | 0             | 0             | 0             | 40       | 5      | 3           | 0          |
| S. Soumah      | 24        | 5         | 2           | 1          | 2          | 0          | 0           | 0          | 3             | 1             | 0             | 0             | 29       | 6      | 2           | 1          |
| M. Jojić       | 24        | 4         | 3           | 0          | 5          | 0          | 0           | 0          | 0             | 0             | 0             | 0             | 29       | 4      | 3           | 0          |
| V. Vlahović    | 0         | 0         | 0           | 0          | 0          | 0          | 0           | 0          | 0             | 0             | 0             | 0             | 0        | 0      | 0           | 0          |
| F. Stevanović  | 27        | 4         | 0           | 0          | 3          | 0          | 0           | 0          | 3             | 0             | 0             | 0             | 33       | 4      | 0           | 0          |
| M. Smiljanić   | 6         | 0         | 1           | 0          | 0          | 0          | 0           | 0          | 1             | 0             | 0             | 0             | 7        | 0      | 1           | 0          |
| F. Holender    | 25        | 9         | 3           | 0          | 4          | 0          | 0           | 0          | 0             | 0             | 0             | 0             | 29       | 9      | 3           | 0          |
| J. Bahebeck    | 6         | 1         | 0           | 0          | 1          | 0          | 0           | 0          | 0             | 0             | 0             | 0             | 7        | 1      | 0           | 0          |
| S. Baždar      | 1         | 0         | 0           | 0          | 0          | 0          | 0           | 0          | 0             | 0             | 0             | 0             | 1        | 0      | 0           | 0          |
| N. Štulić      | 18        | 1         | 1           | 0          | 4          | 0          | 0           | 0          | 0             | 0             | 0             | 0             | 22       | 1      | 1           | 0          |
| M. Milovanović | 18        | 1         | 0           | 0          | 4          | 0          | 0           | 0          | 0             | 0             | 0             | 0             | 22       | 1      | 0           | 0          |
| N. Terzić      | 1         | 0         | 0           | 0          | 0          | 0          | 0           | 0          | 0             | 0             | 0             | 0             | 1        | 0      | 0           | 0          |
| L. Marković    | 27        | 11        | 5           | 0          | 4          | 0          | 1           | 0          | 2             | 0             | 2             | 0             | 33       | 11     | 8           | 0          |
| N. Čolić       | 7         | 1         | 0           | 0          | 0          | 0          | 0           | 0          | 0             | 0             | 0             | 0             | 7        | 1      | 0           | 0          |
| N. Jović       | 19        | 5         | 2           | 0          | 2          | 0          | 0           | 0          | 0             | 0             | 0             | 0             | 21       | 5      | 2           | 0          |
| N. Lakčević    | 0         | 0         | 0           | 0          | 0          | 0          | 0           | 0          | 0             | 0             | 0             | 0             | 0        | 0      | 0           | 0          |
| M. Petković    | 0         | 0         | 0           | 0          | 0          | 0          | 0           | 0          | 0             | 0             | 0             | 0             | 0        | 0      | 0           | 0          |
| A. Lutovac     | 18        | 0         | 4           | 0          | 3          | 0          | 0           | 0          | 1             | 0             | 1             | 0             | 22       | 0      | 5           | 0          |
| P. Pešukić     | 0         | 0         | 0           | 0          | 0          | 0          | 0           | 0          | 0             | 0             | 0             | 0             | 0        | 0      | 0           | 0          |
| D. Lalatović   | 0         | 0         | 0           | 0          | 0          | 0          | 0           | 0          | 0             | 0             | 0             | 0             | 0        | 0      | 0           | 0          |
| U. Sadiq       | 10        | 6         | 1           | 0          | 0          | 0          | 0           | 0          | 3             | 0             | 1             | 0             | 13       | 6      | 2           | 0          |
| T. Asano       | 33        | 18        | 1           | 0          | 4          | 3          | 0           | 0          | 3             | 0             | 0             | 0             | 40       | 21     | 1           | 0          |
| U. Vitas       | 11        | 0         | 2           | 0          | 0          | 0          | 0           | 0          | 3             | 0             | 1             | 0             | 14       | 0      | 3           | 0          |
| M. Momčilović  | 0         | 0         | 0           | 0          | 0          | 0          | 0           | 0          | 0             | 0             | 0             | 0             | 0        | 0      | 0           | 0          |
| Đ. Ivanović    | 5         | 0         | 0           | 0          | 0          | 0          | 0           | 0          | 0             | 0             | 0             | 0             | 5        | 0      | 0           | 0          |
| S. Stanojlović | 0         | 0         | 0           | 0          | 0          | 0          | 0           | 0          | 0             | 0             | 0             | 0             | 0        | 0      | 0           | 0          |
| N. Miletić     | 4         | 0         | 1           | 0          | 0          | 0          | 0           | 0          | 1             | 0             | 1             | 0             | 5        | 0      | 2           | 0          |
| B. Matić       | 8         | 0         | 0           | 0          | 0          | 0          | 0           | 0          | 1             | 0             | 1             | 0             | 9        | 0      | 1           | 0          |